# Рутини, Джованни Марко
Джова́нни Ма́рко Рути́ни (итал. Giovanni Marco Rutini, также Джованни Мария итал. Giovanni Maria или Джованни Плачидо итал. Giovanni Placido; 25 апреля 1723, Флоренция, Великое герцогство Тосканское, ныне Италия — 22 декабря 1797, там же) — итальянский композитор и клавесинист. Отец композитора Фердинанда Рутини (1767—1827).

## Биография
В 1739—1744 годах  учился в неаполитанской консерватории «Пиета деи Турчини». С 1748 года был преподавателем игры на клавесине в Праге. В 1756 году совершил поездку в Берлин, в том же году стал учителем музыки графини фон Ностиц в Праге. В 1758 году вступил в оперную труппу Джованни Батисты Локателли, с которой приехал в Санкт-Петербург, где дирижировал оркестром графа Шереметева и участвовал в театральных спектаклях. В 1759 году был капельмейстером-композитором при дворе Елизаветы Петровны; учил игре на клавесине будущую императрицу Екатерину II. Около 1761 года вернулся в Италию и был принят в Болонскую филармоническую академию, где занимался у Джованни Баттисты Мартини. Жил во Флоренции, Кремоне, Венеции, Генуе и Ливорно, с 1770 года служил при дворе герцога Моденского, затем поселился во Флоренции, где был преподавателем игры на клавесине при театре «Интерпиди». Создал множество театральных и инструментальных произведений, в том числе сонаты для клавесина.

## Сочинения

### Оперы
- Александр в Индии / Alessandro nell'Indie (либретто Пьетро Метастазио, 1750, Прага)
- Семирамида / Semiramide (либретто Пьетро Метастазио, 1752, Прага)
- Возвращение богов / Il retiro degli dei (либретто Джованни Батиста Локателли, 1757, Прага)
- Нерадивый / Il negligente (либретто Карло Гольдони, 1758, Санкт-Петербург)
- Деревенская кофейня / Il caffè di campagna (либретто Пьетро Кьяри, 1762, Болонья)
- Брачующиеся в масках / I matrimoni in maschera (Gli sposi in maschera; Il tutore burlato) (либретто Ф. Казорри, 1763, Кремона)
- Ezio (либретто Пьетро Метастазио, 1763, Флоренция)
- Голландец в Италии / L'olandese in Italia (либретто Н. Тассои, 1765, Флоренция)
- Изобретательная любовь / L'amore industrioso (либретто Дж. Казорри, 1765, Венеция)
- Образованный крестьянин / Il contadino incivilito (либретто О. Горетти, 1766, Флоренция)
- Сварливые служанки / Le contese domestiche (Le contese deluse) (1766, Флоренция)
- Любовь на войне / L'amor tra l'armi (либретто Н. Тасси, 1768, Сиена)
- Faloppa mercante (Gli sponsali di Faloppa) (1769, Флоренция)
- La Nitteti (либретто Пьетро Метастазио, 1770, Модена)
- Строгая любовь / L'amor per rigiro (либретто Н. Тасси, 1773, Флоренция)
- Vologeso re de' Parti (либретто Апостоло Дзено, 1775, Флоренция)
- Sicotencal (либретто К. Оливьери, на сюжет Вольтера, 1776, Турин)
- Притворный любовник / Il finto amante (1776, Пистоя)
- Чудаки / Gli stravaganti